# 90 millas (documental)
90 millas es un documental de 2001 escrito y dirigido por Juan Carlos Zaldívar. La película narra los hechos que obligan a Zaldívar a convertirse en marielito y abandonar Cuba en busca de una vida mejor en Miami. Se estrenó en 2003 en PBS como parte de su serie P.O.V. de películas independientes. Ganó el premio al Mejor Documental en el Festival Internacional de Cine Latino de Nueva York y ganó dos premios en el Festival Internacional del Nuevo Cine Latinoamericano de La Habana en La Habana, Cuba, en 2001: el primer puesto del Premio Coral al Mejor Largometraje Documental y el Premio Memoria Documental (que obtuvo conjuntamente con Cuando lo pequeño se hace grande (película de 2000). 90 millas también ha recibido el Premio recibió el premio Media History Award otorgado por el Media History Center de la familia Wolfson en Miami, Florida (también conocido como The Lynn and Louis Wolfson II Florida Moving Image Archives ) ese año. 90 Millas relata el extraño giro del destino que llevó a Juan Carlos Zaldívar a través de una de las extensiones de agua más traicioneras del mundo. Es un viaje de una familia en búsqueda de sanación y comprensión. IndieWire calificó 90 millas como "indagatorias y reflexivas". Zaldívar descubre la distancia emocional que abren en miles de familias las 90 millas que separan Estados Unidos y Cuba.

## Sinopsis
Zaldívar nació y creció durante la Revolución Cubana, y en 1980, a los 13 años de edad, recuerda burlarse de los miles de Marielitos que salían de la isla en barco hacia Estados Unidos. Sin embargo, no tardaría en convertirse en una de las personas obligadas a abandonar Cuba, y en dirigirse a Miami con el resto de su familia en busca de una nueva vida. Aún en Cuba, Zaldívar era un estudiante muy prometedor. Habiendo crecido en un país socialista, Zaldívar no dudaba en unirse a los esfuerzos del régimen de humillar públicamente a los miles de cubanos que se veían obligados a marcharse en barco, etiquetándolos de gusanos.
Sin que él lo supiera, se avecinaba un cambio en el horizonte para Zaldívar y su familia. Uno de sus tíos, que había huido a Estados Unidos en la década de 1960, se ofreció a organizar el traslado de la familia en barco a Florida, con la condición de que toda la familia se marchara. Su familia se mostraba reacia a interrumpir su vida y la de sus dos hermanas si no estaban todos de acuerdo, así que esta decisión recayó sobre ellos. 
Ante la repentina posibilidad de abandonar el país, la familia de Zaldívar le reveló, por primera vez, lo sucedido durante la Revolución Cubana. Es este hecho el que le supondría un cruel dilema al niño. Al final, incapaz de negarle a su familia la oportunidad de empezar de nuevo, decidió confiar en sus padres y aceptó ir.
En la actualidad, Zaldívar es un cineasta asentado en Estados Unidos, y mediante este documental relata el peculiar giro del destino que le llevó a atravesar una de las extensiones de agua más traicioneras del mundo en 90 millas.
Como relata Zaldívar, en este filme tan personal y evocador la llegada al sur de Florida es sólo el comienzo de la lucha de una familia por comprender el significado y las consecuencias de su exilio. Es un relato íntimo e incómodo de las fuerzas históricas que han dividido en dos a la familia nacional cubana y que dan forma al paso de valores de una generación a la siguiente.
90 Millas se grabó a lo largo de ocho años, ya que el cineasta regresó a Cuba por primera vez en 1998 para visitar su ciudad natal, Holguín, y de nuevo en 1999. Utilizando fragmentos de noticias, fotografías familiares y películas caseras, la película crea un retrato de la historia reciente de Cuba, dramatizada por las aspiraciones y decepciones de una familia. La historia de Zaldívar está plagada de fronteras cruzadas, reasimilación cultural y fermento transcultural. 
Ya en Estados Unidos, aunque añoraba y sentía nostalgia por su patria, seguía sorprendiéndose por lo que descubría que le gustaba y no le gustaba de la vida norteamericana, y continuó sus estudios. Se formó en ciencia de la información, se mudó a Nueva York, se convirtió en cineasta y se declaró activista de género. Sus dos hermanas, por su parte, también encontraron la felicidad, se casaron y tuvieron hijos.
Es la generación más mayor, la que más quería ir a Florida, la que sufrió los mayores problemas. El padre de Zaldívar, especialmente, se deprimió y se empezó a alejar de su hijo nada más llegar. El sueño de su padre de construir su propia casa en Cuba, afectado por la Revolución, pareció perder fuerza en Estados Unidos, donde muchos cubanos terminaron trabajando en empleos muy por debajo de su nivel profesional. Sintiéndose traicionado por la Revolución Cubana y derrotado por el "sueño americano", el padre de Zaldívar se encerró en sí mismo. En Cuba, la actitud revolucionaria de Zaldívar había creado una división de entre padre e hijo, en Estados Unidos fue la sensación de fracaso e inutilidad de su padre lo que continuó ampliando esta brecha.